# Elissa Aalto
Elsa Kaisa "Elissa" Aalto, nata Elsa Kaisa Mäkiniemi (Kemi, 22 novembre 1922 – Helsinki, 12 aprile 1994), è stata un architetto finlandese.
Seconda moglie di Alvar Aalto, contribuì, insieme a Harald Deilmann, a progettare l'Opera Aalto di Essen.
È sepolta al Cimitero Hietaniemi di Helsinki, accanto al marito.